# Singapore (film)
Singapore is een Amerikaanse romantische misdaadfilm in zwart-wit uit 1947 onder regie van John Brahm.

## Verhaal
Vlak voor het uitbreken van de Tweede Wereldoorlog raakt parelsmokkelaar Matt Gordon in Singapore verliefd op Linda Grahame. Het liefdeskoppel besluit al gauw om in het huwelijksbootje te stappen. Wanneer Linda op hem wacht in de kerk waar ze zullen trouwen, wordt ze getroffen door een luchtaanval door de Japanners. Gordon zoekt verwoed in het puin, maar kan haar niet vinden en concludeert dat ze om het leven is gekomen.
Aan het einde van de oorlog keert Gordon terug naar Singapore en wordt hij opgewacht door plaatsvervangend commissaris Hewitt, die ervan overtuigd is dat hij is teruggekeerd voor een verborgen voorraad parels. Mauribus biedt aan om de parels te kopen, maar Gordon laat weten geen idee te hebben waar hij het over heeft.
Dan, tot zijn schrik, ziet Gordon Linda, maar ze herinnert zich hem niet. Ze heeft jarenlang in een gevangenkamp doorgebracht, alwaar ze verliefd werd op plantage-eigenaar Michael Van Leyden. Gordon probeert haar tevergeefs te helpen herinneren aan haar verleden. Ook een ontmoeting met oud-bediende Ming Ling helpt haar niet om haar geheugen terug te krijgen.
Gordon geeft het op en haalt de parels uit zijn oude hotelkamer en verbergt ze in de bagage van de huidige bewoners, de Amerikaanse toeristen Mr. en Mrs. Bellows. Hewitt ondervraagt hem nadat hij hem de kamer heeft zien verlaten, maar vindt niets. Gordon bedriegt Mauribus en Sascha door hen ervan te overtuigen dat Linda de parels heeft. Ze brengen hem onder schot naar haar toe. Hij haalt een pistool tevoorschijn dat aan zijn enkel is vastgeplakt en jaagt de twee boeven weg. In de opwinding wordt Ann bewusteloos geslagen. Gordon brengt haar terug naar haar man.
De klap herstelt Anns geheugen. Ze is bereid om haar leven met Michael terug op te pakken, maar hij realiseert zich dat Gordon de ware voor haar is en geeft toestemming om met maar oud-verloofde te herenigen.

## Rolverdeling
| Acteur            | Personage                      |
| ----------------- | ------------------------------ |
| Fred MacMurray    | Matt Gordon                    |
| Ava Gardner       | Linda Grahame / Ann Van Leyden |
| Roland Culver     | Michael Van Leyden             |
| Richard Haydn     | Deputy Commissioner Hewitt     |
| Spring Byington   | Mrs. Bellows                   |
| Thomas Gomez      | Mr. Mauribus                   |
| Porter Hall       | Mr. Gerald Bellows             |
| George Lloyd      | Sascha Barda                   |
| Maylia            | Ming Ling                      |
| Holmes Herbert    | Rev. Thomas Barnes             |
| Edith Evanson     | Mrs. Edith Barnes              |
| Frederick Worlock | Cadum                          |
| Lal Chand Mehra   | Mr. Hussein                    |
| Curt Conway       | Pepe                           |

## Ontvangst
De film kreeg milde kritieken van de Nederlandse pers. Recensent van Het Parool noemde het "een aardige avonturenfilm - meer niet, maar het is genoeg." Criticus van Het Vrije Volk schreef: "De film zou stellig nog een veel diepere indruk gemaakt hebben, als men van de vulling wat prijsgegeven had, de werkelijk ter zake dienende handeling dus geconcentreerder gegeven had. Toch, ook met dit bezwaar, blijft Singapore de moite waard voor de liefhebbers van een avonturenfilm. De blanken, met name Fred MacMurray en Ava Gardner, typeren uitstekend mensen, die de vertragende invloed ondergaan van een drukkend tropisch klimaat."
Recensent van De Waarheid schreef: "Net een plakplaatje, zo'n film, alles ligt er bovenop. De onbenulligheid vooral. Fred MacMurray en Ava Gardner spelen toegewijd de hoofdrollen."